# Pappenhemia
La Pappenhemia est une association étudiante de l'Université de Königsberg au début du XIXe siècle. Elle n'a existé que 17 ans, mais a une importance décisive pour la dissolution de la Allgemeinen Burschenschaft et la création des corporations à l'Albertina. Pappenhemia n'a jamais participé à la Convent des anciens de Königsberg et appartient ensuite à l'Allgemeinen Burschenverbindung Albertina anti-corps.

## Histoire
Au sein de l'Allgemeinen Burschenschaft, le corps étudiant de l'Albertina, la Pappenhemia est fondée le 3 décembre 1824 en tant que premier groupe régional. Il tire son nom du régiment von Pappenheim de l'armée de Wallenstein. Les couleurs sont le noir, le blanc et le bleu, la casquette étudiante (de) est noire. La devise est Tenax propositi !. En mai 1829, Pappenhemia quitte l'Allgemeinen Burschenschaft. Constituée en tant que Landsmannschaft Pappenhemia, elle s'engage dans des duels et dans une satisfaction inconditionnelle.
En 1835, Pappenhemia ne participe pas au SC zu Königsberg (fondé pour la première fois), bien qu'il ait probablement une constitution similaire à celle des autres Corps. Les Pappenheimer sont impopulaires parmi le corps étudiant, mais bénéficiaient du soutien du Sénat.
Le 20 novembre 1838, elle rejoint l'Allgemeinen Burschenverbindung Albertina en tant que chef de file. Vers 1840, les Kränzchen Hochhemia, Gothia (de) (I) et Pappenhemia se disputent le rôle de chef de file dans l'Allgemeine Albertina. Lorsque Pappenhemia voit son influence diminuer, elle part le 14 mars 1841 et se reconstitue en Landsmannschaft indépendante. Entré en conflit avec l'Allgemeine Albertina, elle jette le discrédit sur celle-ci . En septembre 1841, la Pappenhemia est dissoute par manque de relève.
Des aquarelles de portraits de certains Pappenheimers sont conservées dans les Feuilles de mémoire de Wilhelm Schmiedeberg.

## Importance
Les membres sont des étudiants aristocratiques, fils de hauts fonctionnaires et de professeurs, les « jeunesse dorée » . Ils se sont soudés plus étroitement que les autres groupes et acquièrent rapidement une grande influence grâce à leurs relations et à leur « élégance extérieure et leur compétence ». Ils se qualifient de « fleur de l’université ». Dans le mémorandum de 1833, il est indiqué que les personnes les plus instruites de l'université s'y réunissent pour des « divertissements sociaux », quelle que soit leur ville natale, car elles n'ont « aucun goût pour les rassemblements grossiers des autres ». Lors des interrogatoires de police, ils affirment que les autres ont donné ce nom à leur cercle, qui ne fait que socialiser.
Cet été-là, en réponse à une demande du Sénat, le ministre Karl vom Stein zum Altenstein confirme que l'Université de Königsberg « n'a pas besoin, "pour son honneur", de "règles aussi strictes que celles édictées par l'ordre du cabinet royal du 21 mai 1824 contre les associations secrètes, en particulier les associations de type burschenschaft". En 1822 déjà, le président de police de l'époque, Schmidt, a rapporté qu'il est "tout à fait certain que depuis la destruction de la Burschenschaft générale jusqu'au 1.11.1820, il n'y a eu aucune sorte d'association ayant une certaine forme ou une certaine tendance à la base." .
Littuania II n’ayant pas de relève en 1825, elle disparaît de la scène. Ainsi, seuls les Pappenheimer constituent un groupe spécial au sein du grand public. Mais le 19 décembre 1828, les Lituaniens se sont à nouveau réunis pour former une alliance plus étroite ; Le 31 janvier 1829, ils célébrèrent leur première fête de fondation en tant que Landsmannschaft Lithuania sous les couleurs vert-blanc-rouge et quittent la Allgemeinen Burschenschaft. Cela donne le signal à toute une série de nouvelles fondations. Le résultat immédiat est la création de la Landsmannschaft Masovia avec ses branches Scotia et Borussia. Leur premier ancien est August Ballnus (de).
Après avoir évoqué la dissolution du Cercle lituanien, le mémorandum de 1833 poursuit : « Depuis cette époque, ceux qui ne sont pas membres du Cercle Pappenheimer sont généralement appelés Masuriens, surtout depuis 1826. ». Selon les Annales de Masovia et le Scotia Paukbuch, plusieurs Pappenheimers combattent encore avec les Masuriens et les Écossais entre 1838 et 1841 et ils sont toujours mentionnés dans les Annales comme existant au 1er septembre 1841. Depuis, on n’a plus de nouvelles d’eux.

## Membres (Pappenheimer)
- Eduard Boehm, conseiller d'urbanisme[7]
- Otto Boehm, propriétaire de manoir de Glaubitten (de)[7]
- Ludwig Wilhelm zu Dohna-Lauck[4]
- Botho Heinrich zu Eulenburg[4]
- Hartung, propriétaire d'une imprimerie, Hartungsche Zeitung (de)[7]
- Eduard Luther (de), astronome
- Ferdinand Adolf Gottfried Magnus, préfet, a acheté en 1835 le château de Groß Holstein (de)[7]
- Heinrich Rudolph Schmidt (de)
- Otto Stellter (de), député du Reichstag
- Ludwig Walesrode (de)

Sans leurs prénoms, Aschmann, v. Batocki (procureur principal), v. Beßer, v. Brauneck, v. Duisburg, Fröhlich, v. der Groeben, Haebler, Magnus II (conseiller judiciaire), Hartwich, v. Holtzendorff, v. Hindenburg I, v. Hindenburg II, v. Keudell, v. Korff, Nitschmann, v. Rohr, Schartow (juriste), Staecker, Toop, Weger (conseiller médical) und Wiebe.
Dans son roman historique Das Taubenhaus, Erminia von Olfers-Batocki (de) rend compte de certains Pappenheimers (probablement liés) lors de la fête du Galtgarben (de) en 1832.